# Il campanello
Il campanello és una farsa en un acte composta per Gaetano Donizetti sobre un llibret italià del mateix compositor, basat en La sonnette de la nuit de Léon Lévy brunswick, Mathieu-Barthélemy Troin i Victor Lhérie. S'estrenà al Teatro Nuovo de Nàpols l'1 de juny de 1836.

## Origen i context
En una situació semblant la que anys més tard viuria Verdi, Donizetti va redactar el llibret i va compondre la música d'Il Campanello amb la mort recent de la seva mare i d'una filla tot just acabada de néixer. Les desgràcies familiars, però, no varen afectar el seu treball, tirant endavant aquesta farsa còmica en un acte en el temps rècord en què estava acostumat i aconseguint un enorme èxit en estrenar al Teatre Nuovo de Nàpols el primer de juny de 1836, en companyia de Nina, o sia La pazza per amore de Paisiello.
Es va estrenar al Gran Teatre del Liceu en sessió doble el 15 de novembre de 1977, sent La scala di seta, de Gioachino Rossini, l'altra obra estrenada aquell dia.

## Argument
L'argument, d'origen francès, narra les martingales que un amant despitat, Enrico, li fa a l'apotecari Don Annibale perquè aquest no aconsegueixi consumar la seva nit de noces amb l'antiga enamorada d'aquell, la seva cosina Serafina. Ho aconsegueix, és clar, primer allargant l'acte festiu del matrimoni, després acudint a la farmàcia, sota tres disfresses diferents, demanant els serveis de l'apotecari, que per llei es veu obligat a atendre personalment a la seva clientela. Personatges i situacions que ofereixen possibilitats (i els seus corresponents exigències) perquè un director d'escena i uns cantants actors deixin el millor de si en l'intent. Una partitura que va trobar a Donizetti en la seva gran dècada compositiva italiana, tenint ja una inqüestionable experiència i ofici en el gènere, si es considera que L'ajo nell'imbarazzo és de 1824 i Le convenienze ed inconvenienze teatrali de 1831.	